# Perisporina manaosensis
Perisporina manaosensis är en svampart som beskrevs av Henn. 1904. Perisporina manaosensis ingår i släktet Perisporina och familjen Parodiopsidaceae.   Inga underarter finns listade i Catalogue of Life.